# Айрумян, Аркадий Александрович
Аркадий Александрович Айрумян (1918 — 1999) — советский журналист и краевед.
Член Союза журналистов России (СССР) с 1964 года.

## Биография

Памятная доска в Ростове-на-Дону

Родился 9 августа 1918 года в Ростове-на-Дону.
Окончил факультет русского языка и литературы Ростовского педагогического института. Одним из его учителей в институте был литературовед и писатель Виталий Закруткин. Посещал ростовский литературный кружок при Доме медработников.
Печататься начал в 1938 году, еще будучи студентом Ростовского пединститута.
Работал учителем в школе и редактором в Ростовском радиокомитете. Был заведующим музея «Сурб Хач» в Ростове-на-Дону (ныне Музей русско-армянской дружбы) и научным сотрудником музея А. С. Серафимовича в городе Серафимович Волгоградской области.
Умер 30 апреля 1999 года в Ростове-на-Дону. В Ростове-на-Дону на доме, где жил А. А. Айрумян, установлена памятная доска.
Автор книг:
- Наш Серафимович. Ростов-на-Дону, 1959.
- Живой Тренев. Ростов-на-Дону, 1963, 1976.